# Філософський камінь (Гаррі Поттер)
Філософський камінь — легендарний камінь, який може перетворювати будь-який метал в золото. Алхіміки дійсно намагалися створити цю субстанцію, схожу на камінь, у часи Середньовіччя. Проте, у XIX ст. було доведено, що філософський камінь неможливо створити, а після молекулярної теорії ще раз було доведено, що ні яким чином, фізичним або хімічним, перетворювати метал в золото неможливо. Це можливо лише завдяки ядерній фізиці, але здобуте золото дорожче, ніж воно того буде вартувати.

## Гаррі Поттер і філософський камінь

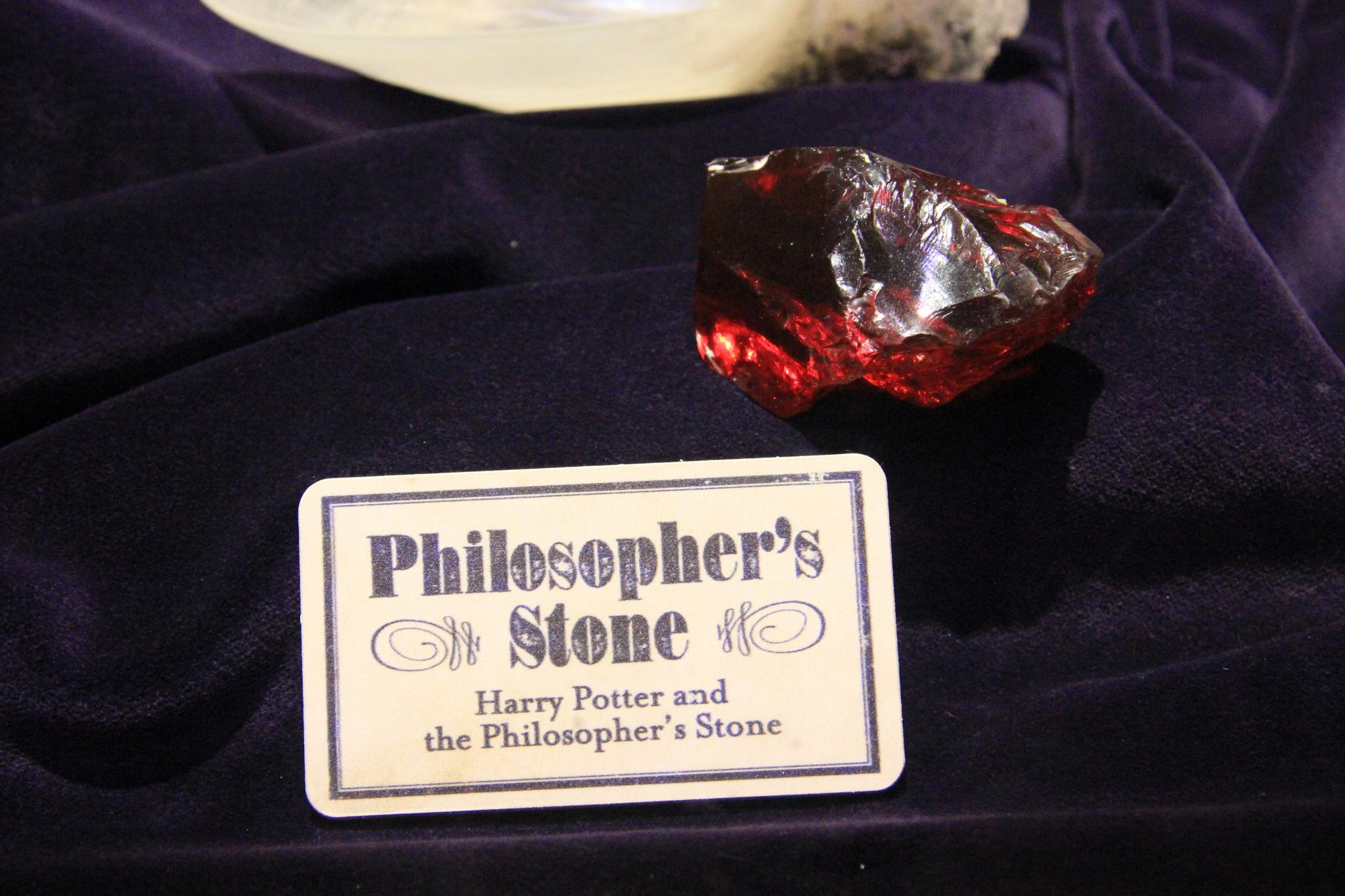

У першій книзі про Гаррі Поттера філософський камінь має дуже велике значення, а до його можливості перетворювати метал у золото, Джоан Ролінґ додала ще й властивість еліксиру вічного життя. Його створив Ніколас Фламель, алхімік (який дійсно жив у XVI ст. у Франції), товариш Албуса Дамблдора. У молодості, директор Гоґвортсу працював разом із видатним алхіміком, що досяг безсмертя завдяки своєму винаході.
Філософський камінь був метою Волдеморта ще з років школи, адже він понад усе хотів досягти безсмертя. Проте найближче до нього Волдемортові вдалося підібратися під час подій першої книжки про Гаррі Поттера, коли Темний Лорд хотів відновити свої втрачені сили та повернути собі тіло.
Для того, щоб філософський камінь був у безпеці, спочатку його зберігали у Ґрінґотсі, проте коли Дамблдор дізнався про небезпеку з боку Волдеморта, то заховав його в Дзеркалі Яцрес. Звідти його міг дістати тільки той, кому дуже потрібно було саме дістати його, а не користуватися ним (Дамблдор визнавав це однією з найкращих своїх здогадок). Саме так і зробив Гаррі Поттер, після чого змусив Волдеморта зникнути ще на два роки.
Після цієї пригоди Албус Дамблдор і Ніколас Фламель вирішили знищити камінь, бо він занадто небезпечний. Гаррі це здивувало, адже після цього Фламель мав померти. Та Дамблдор пояснив Поттеру, що алхімік і так вже задовго прожив на цьому світі.